# جزيرة أوبي الصغرى
جزيرة أوبي الصغرى وهي جزيرة مرجانية من جزر إندونيسيا، تقع ضمن بولاو سيريبو في إقليم جاكارتا.